# Аудрюс Буткявічюс
Аудрюс Буткявічюс (лит. Audrius Butkevičius, нар. 24 вересня 1960, Каунас) — литовський політик, діяч руху «Саюдіс» за вихід Литви зі складу СРСР. Протягом 1992—1993 років — перший міністр охорони краю (міністр оборони) Литви. Вважається одним із теоретиків і практиків «кольорових революцій» у Європі.[ким?]

## Біографія

### Ранні роки. Освіта і наукова діяльність
Народився 24 вересня 1960 у Каунасі. У 1978 році закінчив середню школу, а в 1986 році — Каунаський медичний інститут за спеціальністю «лікар-психотерапевт».
З 1980 до 1986 — молодший науковий співробітник Каунаського інституту фізіології і патології серцево-судинної системи імені Зігмаса Янушкявічюса. Працював у лабораторії психологічних і соціологічних досліджень. Займався вивченням технологій психологічних війн.
Протягом 1993—1994 років стажувався у Кінгс-коледжі (департамент військової освіти), а у 1994 році — в інституті імені Альберта Ейнштейна у Кембриджі.

### Медична практика
У 1986—1987 роках Аудрюс Буткявічюс працював у амбулаторії міста Вешінтос (Анікщяйський район). Протягом 1988—1989 років був головним лікарем Каунаської центральної лікарні.

### Громадсько-політична діяльність

#### «Саюдіс». Вихід Литви зі складу СРСР
У 1988 році Буткявічюс приєднався до руху «Саюдіс», який виступав за вихід Литви зі складу Радянського Союзу. Співпрацював із американським ідеологом «кольорових революцій» Джином Шарпом.
З 1988 року керував Литовською організацією політичних ув'язнених і засланців, встановлюючи зв'язок з литовськими дисидентами та іншими репресованими в СРСР литовцями, а також здійснюючи експедиції по місцях посилання литовських громадян і перевозячи на історичну батьківщину останки померлих на засланні. В тому ж році організація отримала легальний статус і налічувала 140 тис. членів. За словами Буткявічуса, всі заходи «Саюдіса» відбувалися на її «анкетній базі».
11 березня 1990 року Аудрюс Буткявічюс був одним із підписантів «Акту про відновлення Литовської держави» — декларації незалежності Литви.

#### Незалежна Литва. Міністр охорони краю
Після відновлення незалежності Литви Буткявічюс увійшов до складу делегації, яка вела переговори з новоутвореною Російською Федерацією, в тому числі стосовно виведення російських військ з території Литви до 31 серпня 1993. З 23 липня 1992 до 28 жовтня 1993 року Буткявічюс займав пост міністра охорони краю Литви.
Після перемоги на виборах Демократичної партії праці Литви, сформованої переважно з колишніх членів КПРС, соратники Буткявічюс спробували влаштувати заколот і повалити владу демократів. Буткявічюс відмовився брати участь у конфлікті, заявивши, що для нього з політикою покінчено.
У 1993 році Буткявічюс розслідував справи стосовно організації заколоту добровольців і загибелі Юраса Абромавичюса, що розслідував ці події, а також вибуху моста через річку Бражуоле. Пізніше у нього викрали ящики з матеріалами розслідування.

#### Депутат Сеймасу. Кримінальна справа
У 1995 році створив Центр стратегічних досліджень, у 1996-му очолив Конфедерацію малого і середнього бізнесу Литви. З 1996 до 2000 року був депутатом Сейму Литовської Республіки.
12 серпня 1997 року затриманий литовськими спецслужбами в готелі, де йому начебто передавали 15 тисяч доларів США. 14 серпня проти нього порушено кримінальну справу за звинуваченням у шахрайстві. 28 жовтня суд взяв Буткявічюса під варту і незабаром засудив до 5 з половиною років в'язниці. Проте 15 червня 1999 року Сейм Литви провалив імпічмент Буткявічюса, тож 20 березня 2000-го його було звільнено.
26 березня 2002 він виграв у Європейському суді з прав людини справу проти Литовської Республіки стосовно порушення його прав. Буткявічюс стверджував, що його підставили колишні однопартійці.

#### Литва у складі ЄС
Після вступу Литви до Євросоюзу Буткявічюс став членом політичної партії «Порядок і справедливість», яка негативно ставиться до членства республіки у цьому міжнародному об'єднанні. 25 лютого 2007 року його обрано до Вільнюської міської ради (лит. Vilniaus miesto savivaldybės taryba). Очолив приватну компанію «Cancosus Development Center», яка займається діяльністю в галузі політичних технологій.

## Буткявічюс і «кольорові революції»
Як директор «Cancosus Development Center», здійснював консультаційну діяльність Литви у Грузії, Україні та Білорусі.

## Цитати
|  | … я дуже добре знаю, від чого у влади тремтять коліна … |

|  | … будь-яка влада тримається на згоді людей співпрацювати з нею. Як тільки люди перестають співпрацювати з владою, вона перетворюється в ніщо! |

|  | Литва є дуже активним учасником конфлікту, який іде між Україною і Росією… Литва і Польща в цьому конфлікті зайняли однозначно проукраїнську позицію. Польща є єдиною країною, через яку в Україну йдуть військові поставки. Так що те, з чим ми зіткнулися, це однозначно символіка дій, що показує, що і одна, і інша проукраїнськи налаштовані країни можуть дочекатися конфлікту і на своїй території» |